# Bai Ling

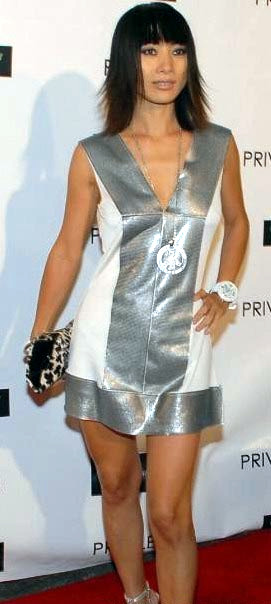
Bai Ling (2007)

Bai Ling, född 10 oktober 1966, är en kinesiskfödd amerikansk skådespelerska som bland annat medverkat i filmer som "The Crow" , Red Corner, Crank: High Voltage, Three... Extremes, Wild Wild West, och Anna och kungen. Hon har medverkat i TV-serier som Entourage och Lost.